# Friday Harbor Laboratories

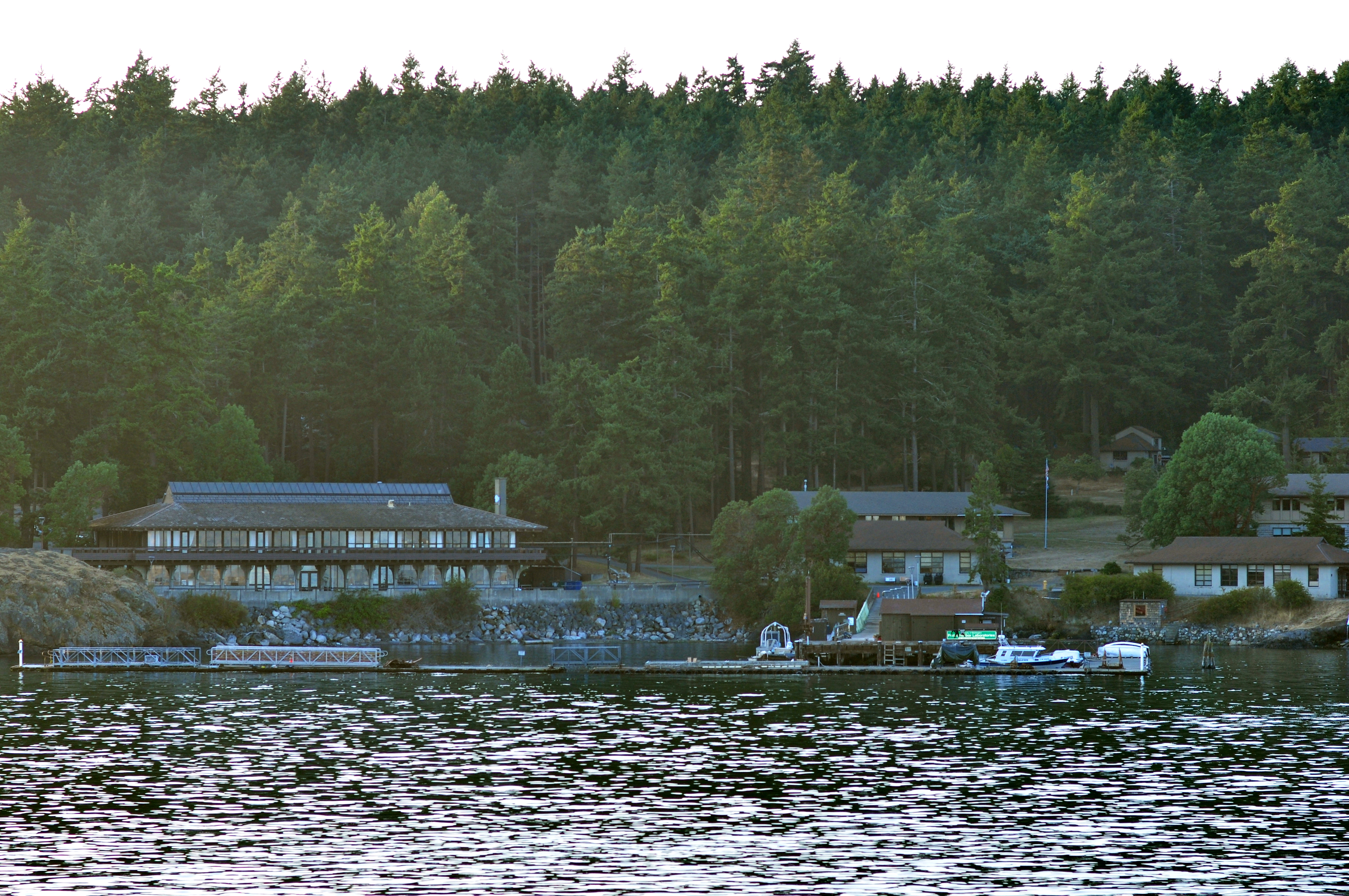
Friday Harbor Laboratories

Die Friday Harbor Laboratories (FHL) sind ein meeresbiologisches Forschungsinstitut auf San Juan Island im US-Bundesstaat Washington.  
Das im Ort Friday Harbor liegende Forschungsinstitut wurde 1904 gegründet und gehört zur University of Washington.